# Castiglione Chiavarese
Castiglione Chiavarese – miejscowość i gmina we Włoszech, w regionie Liguria, w prowincji Genua.
Według danych na rok 2004 gminę zamieszkiwały 1472 osoby, 49,1 os./km².